# André Bougenot
André Bougenot est un journaliste et homme politique français, né à Bourg-en-Bresse le 10 juillet 1907 et mort le 9 mai 1996 en Espagne. Cet homme, qui consacra sa vie à l'entreprise, effectua un bref passage dans le second gouvernement Joseph Laniel, du 28 juin 1953 au 19 juin 1954, en tant que sous-secrétaire d'État à la présidence du Conseil. Il a dirigé L'Époque, journal proche des pétainistes.